# Akce Vír
Akce Vír byl zásah Státní bezpečnosti proti členům řeholní společnosti sv. Františka z Assisi v Československu, ke kterému došlo 27. března 1983 na Květnou neděli.

## Průběh akce
Státní bezpečnost provedla několik domovních prohlídek u františkánů po celém Československu a zabavila náboženskou literaturu, samizdaty, psací stroje a liturgické předměty. Zatčeno bylo 20 osob, většina z nich byla brzy propuštěna. Několik františkánů však zůstalo ve vazbě několik měsíců. Byli obviněni z maření dozoru nad církvemi tím, že tajně vstoupili do františkánského řádu a vyvíjeli v něm činnost.
Akce vyvolala silné protesty hlavně v zahraničí. Prezidentovi Gustávu Husákovi poslal protestní telegram generální představený františkánského řádu a protestní dopis mu poslalo 87 slovenských aktivistů. V Čechách se 4 000 lidí podepsalo pod petici, ve které vyjadřovali solidaritu s vězněnými františkány.
Pravděpodobně pod tlakem protestů byli v červenci 1983 propuštěni z vazby i poslední františkáni a obžaloby byly staženy.
O celé akci byl v roce 2008 natočen dvoudílný dokumentární film pod názvem Akce Vír.